# Гаймон (Оклахома)
Гаймон (англ. Guymon) — місто (англ. city) в США, в окрузі Техас штату Оклахома. Населення — 12 965 осіб (2020).

## Географія
Гаймон розташований за координатами 36°41′24″ пн. ш. 101°28′41″ зх. д. / 36.69000° пн. ш. 101.47806° зх. д. (36.690100, -101.478018).  За даними Бюро перепису населення США в 2010 році місто мало площу 19,65 км², з яких 19,59 км² — суходіл та 0,06 км² — водойми.

### Клімат
| Клімат : Гаймон         | Клімат : Гаймон | Клімат : Гаймон | Клімат : Гаймон | Клімат : Гаймон | Клімат : Гаймон | Клімат : Гаймон | Клімат : Гаймон | Клімат : Гаймон | Клімат : Гаймон | Клімат : Гаймон | Клімат : Гаймон | Клімат : Гаймон | Клімат : Гаймон |
| Показник                | Січ.            | Лют.            | Бер.            | Квіт.           | Трав.           | Черв.           | Лип.            | Серп.           | Вер.            | Жовт.           | Лист.           | Груд.           | Рік             |
| Абсолютний максимум, °C | 28,3            | 28,9            | 33,9            | 35,6            | 38,9            | 42,2            | 41,7            | 42,2            | 41,1            | 36,7            | 30,0            | 30,0            | 42,2            |
| Середній максимум, °C   | 8,9             | 11,1            | 14,4            | 20,6            | 25,6            | 31,7            | 33,9            | 33,3            | 29,4            | 23,3            | 15,0            | 10,6            | 21,5            |
| Середній мінімум, °C    | −6,1            | −3,9            | −1,7            | 5,0             | 10,0            | 16,1            | 18,3            | 18,3            | 13,3            | 6,7             | −1,1            | −4,4            | 5,9             |
| Абсолютний мінімум, °C  | −28,3           | −23,9           | −21,7           | −8,3            | −2,2            | 5,0             | 8,9             | 7,8             | −0,6            | −4,4            | −15,6           | −17,8           | −28,3           |
| Норма опадів, мм        | 13              | 23              | 20              | 43              | 79              | 64              | 89              | 71              | 48              | 46              | 20              | 15              | 531             |
| Днів з дощем            | 1,6             | 2,6             | 2,2             | 4,3             | 6,2             | 4,9             | 6,2             | 5,4             | 3,6             | 3,4             | 2               | 2               | 44,4            |
| Вологість повітря, %    | 75              | 71              | 62              | 67              | 59              | 58              | 58              | 54              | 55              | 61              | 58              | 73              | 63              |
| ----------------------- | --------------- | --------------- | --------------- | --------------- | --------------- | --------------- | --------------- | --------------- | --------------- | --------------- | --------------- | --------------- | --------------- |
| Джерело: weather.com    |                 |                 |                 |                 |                 |                 |                 |                 |                 |                 |                 |                 |                 |

## Демографія
Згідно з переписом 2010 року, у місті мешкали 11 442 особи в 3954 домогосподарствах у складі 2756 родин. Густота населення становила 582 особи/км².  Було 4303 помешкання (219/км²).
Расовий склад населення:
| - 72,6 % — білих - 2,7 % — азіатів - 1,6 % — чорних або афроамериканців - 1,5 % — корінних американців - 0,3 % — вихідців з тихоокеанських островів - 18,4 % — осіб інших рас |

До двох чи більше рас належало 3,0 %. Частка іспаномовних становила 51,5 % від усіх жителів.
За віковим діапазоном населення розподілялося таким чином: 30,0 % — особи молодші 18 років, 60,8 % — особи у віці 18—64 років, 9,2 % — особи у віці 65 років та старші. Медіана віку мешканця становила 30,4 року. На 100 осіб жіночої статі у місті припадало 107,5 чоловіків;  на 100 жінок у віці від 18 років та старших — 109,4 чоловіків також старших 18 років.
Середній дохід на одне домашнє господарство  становив 57 274 долари США (медіана — 51 023), а середній дохід на одну сім'ю — 62 381 долар (медіана — 53 902). Медіана доходів становила 35 453 долари для чоловіків та 29 185 доларів для жінок. За межею бідності перебувало 11,3 % осіб, у тому числі 14,5 % дітей у віці до 18 років та 11,2 % осіб у віці 65 років та старших.
Цивільне працевлаштоване населення становило 6251 осіб. Основні галузі зайнятості: виробництво — 36,0 %, освіта, охорона здоров'я та соціальна допомога — 14,7 %, сільське господарство, лісництво, риболовля — 11,7 %, роздрібна торгівля — 10,4 %.